# 에디스 피터스

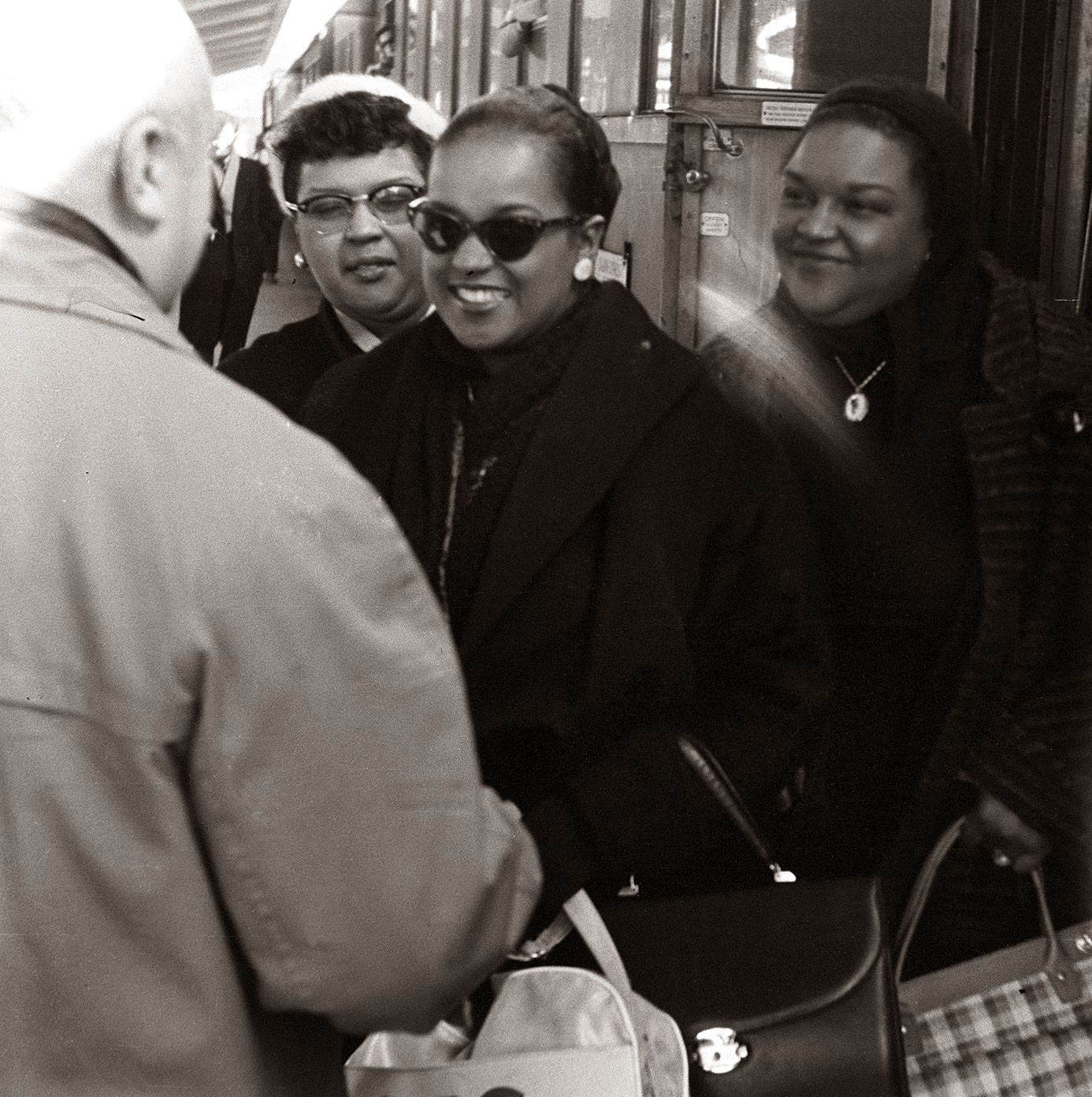

에디스 피터스(Edith Peters, 1926년 4월 14일 ~ 2000년 10월 28일)는 미국의 배우, 가수, 영화배우, 텔레비전 배우이다.
샌타모니카에서 태어났으며 로스앤젤레스에서 사망하였다.

## 영화
- 디피컬트 라이프 (1961년)
- 로빈 후드와 해적들 (1960년)